# Wasche
Die Wasche ist ein Meliorationsgraben in Jüterbog, einer Stadt im Landkreis Teltow-Fläming, sowie ein linker Zufluss der Nuthe in Brandenburg.

## Verlauf

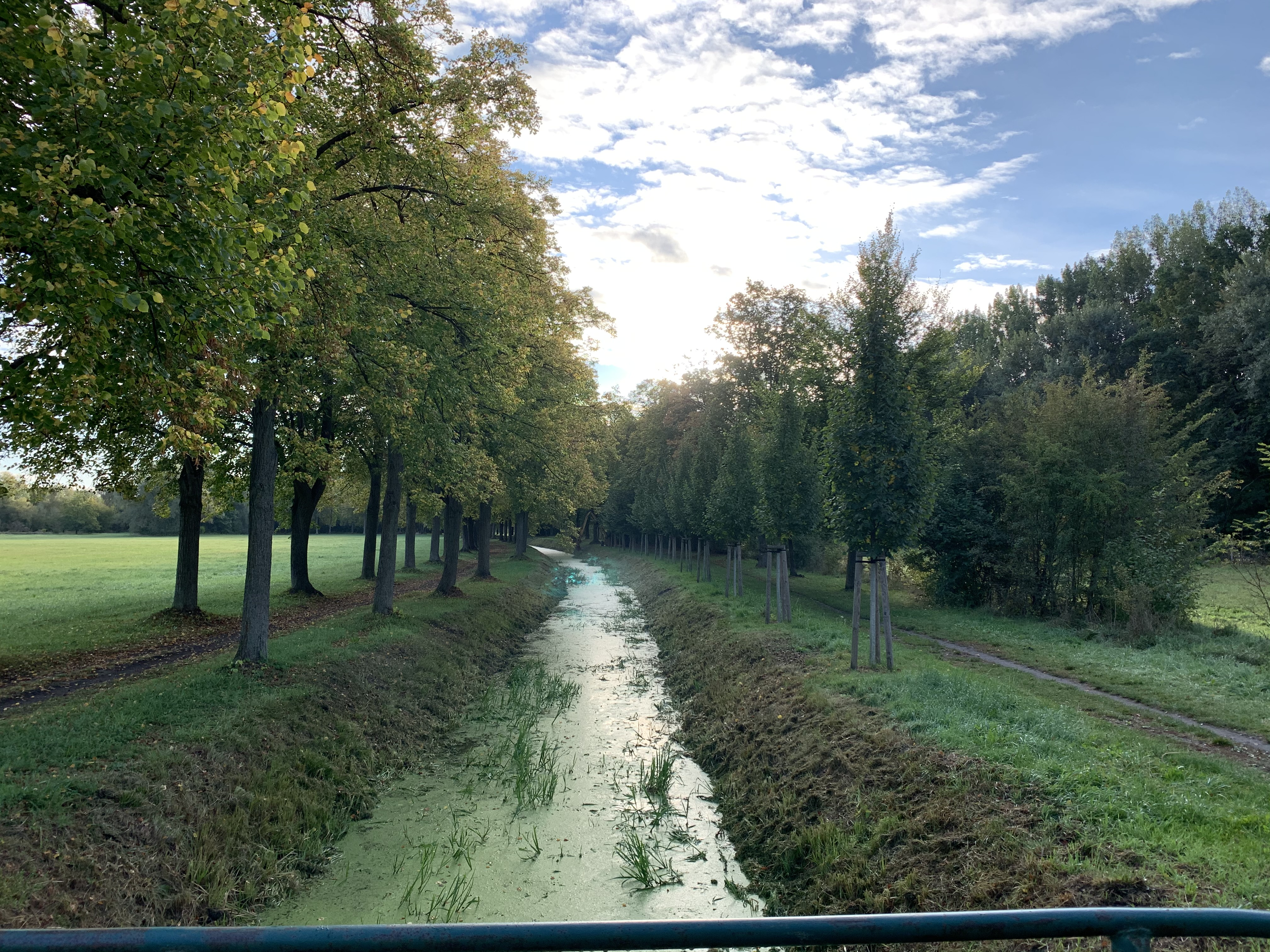
Wasche, Blick nach Osten

Der Graben beginnt rund 250 m östlich des Bahnhofs Jüterbog. Er verläuft von dort rund 620 m parallel zum Wilhelm-Kempff-Weg in östlicher Richtung, unterquert die Mozartstraße, um nördlich des Schlossparks nach rund weiteren 520 m die Bischof-Wichmann-Straße zu unterqueren. Von dort verläuft er rund 1,25 km in östlicher Richtung ins Stadtgebiet. Der Verlauf liegt dabei zunächst weiterhin parallel zum Wilhelm-Kempff-Weg, anschließend teilweise unterirdisch nördlich der Straße Oberhag im östlichen Rand des historischen Stadtkerns. Dort befindet sich die Straße An der Wasche, die in Nord-Süd-Richtung verläuft und die Bundesstraße 102 kreuzt. Rund 200 m nördlich dieser Kreuzung entwässert die Wasche in die Nuthe.